# Nuaillé
Nuaillé é uma comuna francesa na região administrativa da Pays de la Loire, no departamento de Maine-et-Loire. Estende-se por uma área de 13,61 km². Em 2010 a comuna tinha 1 500 habitantes (densidade: 110,2 hab./km²).